# Toxicidade do oxigênio molecular
O oxigênio é um elemento químico não metálico altamente reativo e extremamente importante para diversos processos biológicos dos organismos, atuando em diversas fases do metabolismo. A sua ocorrência nas células se dá na forma de dioxigênio, gás diatômico de fórmula O2. Dentre suas propriedades mais importantes, pode-se mencionar a elevada eletronegatividade, grande abundância na atmosfera terrestre e forte capacidade oxidante .
Interessantemente, o oxigênio molecular pode ter efeitos positivos e negativos para os organismos. Componente essencial dos processos de respiração, o oxigênio é o aceptor final da cadeia de elétrons, sendo reduzido a água na fosforilação oxidativa. Entretanto, o oxigênio é tóxico para organismos anaeróbios ou parcialmente anaeróbios. Assim, os microrganismos que apresentam esse tipo de metabolismo crescem pouco ou nada em atmosferas ricas em oxigênio. Com o passar do tempo, os organismos estabelecem diversas formas de minimizar os impactos negativos trazidos pelo excesso de oxigênio, porém em todos ainda existe alguma quantidade de dano . A toxicidade do oxigênio pode ser explicada pelo produto da oxidação incompleta do O2, resultando na formação de espécies reativas de oxigênio. A redução completa do O2 a H20 se dá na fosforilação oxidativa. 

## Radicais livres
Os radicais livres são moléculas que apresentam um ou mais elétrons desemparelhados, tornando-as instáveis. Existem uma série de radicais livres que fazem parte das espécies reativas de oxigênio (EROs) e das espécies reativas de nitrogênio (ERNs). Entretanto, é importante salientar que nem todas as espécies reativas de oxigênio são radicais livres, ou seja, existem EROs não-radicalares, como é o caso do peróxido de hidrogênio (H2O2). Ao considerar que alguns radicais livres podem atuar como sinalizadores fisiológicos importantes para o organismo, determina-se que desequilíbrio na quantidade de radicais livres pode ser prejudicial à célula e ao organismo, sendo fundamental a garantia da homeostase celular por meio da produção de moléculas antioxidantes para combatê-los.

## Espécies Reativas de Oxigênio (ERO)
- Superóxido (O2•)
- Hidroxila (•OH)
- Peroxila (RO2•)
- Alcoxila (RO•)
- Hidroperoxila (HO2•)
- Peróxido de hidrogênio (H2O2)
- Ácido hipocloroso (HOCl)
- Ozônio (O3)
- Oxigênio Singlet
- Peroxinitrito (ONOO-)

## Histórico Biogeoquímico
Historicamente, estudos apontam para um aumento muito significativo de oxigênio na atmosfera terrestre entre 2,4 e 2,1 bilhões de anos atrás, evento conhecido como o Grande evento de oxidação (GEO). As evidências para tal assunção são a presença de solos vermelhos e o desaparecimento de minerais facilmente oxidáveis nos extratos de solo correspondentes ao período . Hipóteses iniciais concebiam a ideia de dois grandes eventos pontuais temporalmente, responsáveis pelo aumento do oxigênio atmosférico: o primeiro entre 2,4 e 2,3 bilhões de anos atrás e o segundo há aproximadamente 600 milhões de anos, sem variação nas concentrações de oxigênio atmosférico no período intermediário. Entretanto, trabalhos recentes trazem novas perspectivas acerca dos níveis de oxigênio atmosférico, postulando um primeiro aumento entre 2,4 e 2,3 bilhões de anos atrás seguido de uma grande queda, resultando em níveis baixos por mais de 1 bilhão de anos até o segundo evento há 600 milhões de anos garantir a estabilização dos níveis de oxigênio atmosférico em patamares mais elevados. Outra ideia emergente é a visão do GEO como um processo e não como um evento pontual, no qual as subsequentes variações nas concentrações de oxigênio na atmosfera refletiram dinâmicas de produção e armazenamento da molécula ao longo do tempo, culminando em algum momento em uma produção maior que tornou as concentrações de O2 atmosférico constantes .
Embora o evento seja, de forma geral, um consenso da comunidade científica, uma série de questões ainda não foram esclarecidas, como por exemplo se o surgimento da fotossíntese ocorreu ao mesmo tempo ou se surgiu anteriormente ao GEO . 
Em termos orgânicos, a oxidação dos oceanos e da atmosfera terrestre culminou na extinção em massa de bactérias anaeróbias, indicando que o oxigênio poderia ser tóxico. A explicação para esta toxicidade baseava-se na redução incompleta do oxigênio como um processo responsável por gerar espécies reativas. Uma das hipóteses iniciais para a extinção em massa das bactérias anaeróbias era uma possível ausência de mecanismos de controle dos níveis de espécies reativas de oxigênio presentes nas células. No entanto, a visão apresentada é de certo modo equivocada, uma vez que microrganismos anaeróbios e aeróbios apresentam de modo geral os mesmos mecanismos antioxidantes. Postula-se, então, que a sobrevivência dos organismos anaeróbios se deu através da restrição de habitat, geralmente vivendo em regiões oceânicas anóxicas. Alternativamente, alguns grupos desenvolveram formas de tolerar e até utilizar o oxigênio em seu metabolismo. Entretanto, a tolerância destes organismos se dá apenas em locais com baixos níveis de oxigênio, sendo o aumento das concentrações da molécula um fator de restrição de crescimento das populações dos microrganismos em questão .

## Estresse Oxidativo
O metabolismo aeróbico naturalmente produz espécies reativas de oxigênio. Para garantir a homeostase celular, é necessário que o corpo esteja em constante produção de antioxidantes. Nesse sentido, estresse oxidativo pode ser definido como um desbalanço na homeostase de um organismo favorecendo uma maior concentração de EROs, de modo a causar danos ao organismo, podendo atingir as mais diversas moléculas, como proteínas, lipídeos, carboidratos e até mesmo o DNA .

### Função Protetora
Durante o período inicial do GEO, onde ainda não havia oxigênio atmosférico em quantidades consideráveis, a predação de organismos primitivos se dava por meio da captura dos recursos de outros organismos. Nesse sentido, a mitocôndria se tornou uma importante organela por ser capaz de perceber esse ataque e reagir a ele, tendo como produto metabólico a formação de EROs .
Quando ocorre um ataque, há um desbalanço metabólico, que é percebido pela mitocôndria e reage diminuindo o consumo de oxigênio. Nesse sentido, os elétrons que antes eram disponíveis para atuar nos compostos carbônicos (sendo estes aproveitados pelos organismos), passam a ser utilizados para produzir superóxidos e outros EROs. Desta forma, organismos invasores não são mais capazes de se apropriar de recursos dos outros a sua volta . 
Uma atuação análoga a essa apresentada, porém em organismos viventes é a capacidade de leucócitos aumentarem a produção de EROs para atuarem na defesa contra patógenos .

## Metabolismo
As espécies reativas de oxigênio (ERO) são importantes ao funcionamento do metabolismo quando em quantidades moderadas. Para tratar de agentes patogênicos, células fagocitárias liberam altas doses de EROs, auxiliando na proteção contra infecções. As EROs são fundamentais para a homeostase celular, sendo associada com várias respostas metabólicas, trabalhando com a sinalização. Porém, quando em elevadas concentrações, podem ser danosos aos sistemas biológicos. O aumento de EROs danifica constituintes celulares como o DNA, degenerando a fita dupla, degradando as bases nitrogenadas, aumentando a transformação, a translocação e cross-linking com proteínas. Tais alterações no DNA são associadas com o envelhecimento, carcinogênese e doenças autoimunes, cardiovasculares e neurodegenerativas 

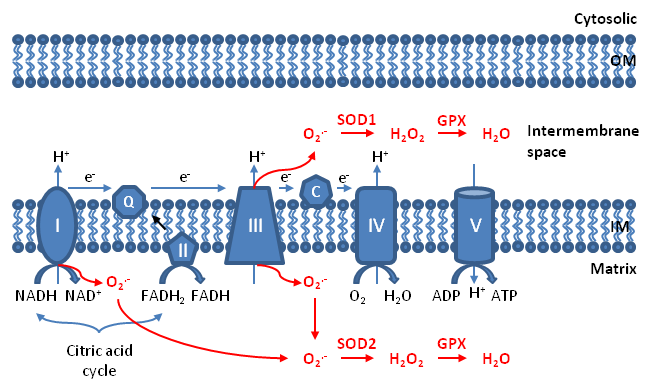
A produção de espécies reativas de oxigênio se dá majoritariamente na mitocôndria, durante a cadeia de transporte de elétrons. Na imagem, há o vazamento de moléculas de oxigênio dos complexos mitocondriais I e III

A principal origem de radicais livres é a mitocôndria, onde ocorrem uma série de reações com a finalidade de obtenção de energia na forma de ATP. Composta por quatro complexos e localizada na membrana interna da mitocôndria, a cadeia de transporte de elétrons atua, de forma geral, transferindo um elétron de um complexo para outro, de modo a gerar energia suficiente para o bombeamento de prótons para o espaço intermembranas. A formação do gradiente de prótons decorrente da cadeia induz a atividade da ATP sintase que, utilizando-se da força próton-motriz, é capaz de formar ATP a partir de ADP e fosfato inorgânico .
Entretanto, existem outras fontes celulares que também contribuem para a presença destes. A enzima xantina oxidase, os neutrófilos, eosinofilos e macrófagos também são fontes endógenas de radicais livres para a célula. Macrófagos ativados aumentam a demanda de oxigênio, levando a um aumento de EROs. Radicais livres podem ser produzidos, também, por processos exógenos como agentes ambientais e xenobióticos (radiação, íons de metal) .

## Biologia do Estresse Oxidativo
O oxigênio é fundamental para o metabolismo de organismos aeróbios, estando associado a diversos processos celulares. Espécies reativas de oxigênio são produzidas naturalmente pelo metabolismo, sendo essencial para a vida, desempenhando papéis fisiológicos. Porém, paradoxalmente, o excesso de espécies reativas de oxigênio pode ser danoso ao funcionamento celular. A alta reatividade das ERO advém da habilidade desta reagir com a molécula de DNA, danificando as bases purinas e pirimidinas, além da estrutura de desoxirribose. 
Como efeitos benéficos, as ERO estão associadas com mecanismos regulatórios; capacitação do esperma, fertilização e desenvolvimento do embrião; sinalização intracelular e defesa contra micróbios invasores. Efeitos danosos das ERO são a mutação do DNA, ativação de fatores pro-morte celular, danos oxidativos a proteínas e peroxidação de lipídios. 
Assim, para que o metabolismo funcione adequadamente é necessário um equilíbrio dos níveis de espécies reativas de oxigênio, que maneja sua ação protetora e destruidora. Quando o equilíbrio é quebrado, danos provenientes do estresse oxidativo ocorrem.

### Mecanismos de proteção
Para se defender dos EROs, o organismo pode atuar de diferentes formas para impedir que essas moléculas causem danos mais graves ao organismo, seja pelo impedimento de que se formem, seja pelo seu intercepto, ou até mesmo pelo reparo. 
Uma das primeiras formas de se defender das agressões do estresse oxidativo é o impedimento da formação das espécies reativas de oxigênio. Para isso, os mais diversos organismos criaram uma infinidade de maneiras para obter esse resultado, porém um mecanismo importante de ser mencionado é a estratégia bioquímica realizada. Ela conta com a utilização de íons metálicos, como íons ferro e cobre, assim como proteínas de fácil associação a metais, necessários para controlar a produção de reações geradoras de radicais .
Caso espécies reativas sejam formadas, ainda existe a possibilidade de se captar essas moléculas e inativa-las antes que possam causar maiores danos ao organismo. Nesse caso, a forma mais eficiente de realizar isso é utilizar antioxidantes, como compostos fenólicos, que contenham radicais livres para interagir com o composto, além de serem capazes de interagir com moléculas solúveis em água, para sua regeneração . Para organismos eucariotos, ainda é outra forma de inativação, uma vez que contam com poderosas enzimas antioxidantes, como superóxido dismutase, catalase e GSH.
Por fim, ainda existe a possibilidade de reparar os danos caso não seja possível impedir que ocorram e, para isso, a rota de reparo a ser ativada dependerá do composto que foi danificado .

### Moléculas antioxidantes
Moléculas antioxidantes são capazes de evitar ou remover, em alguns casos, o estresse oxidativo associado a doenças ao contra atacar os efeitos deteriorativos das espécies reativas. Assim, essas moléculas desempenham um papel crucial em conservar a homeostase celular. Existe uma grande diversidade de antioxidantes, tanto naturais quanto sintéticos . Uma das características dos antioxidantes que os permitem atuar neutralizando as espécies reativas de oxigênio são a sua alta tendência de doação ou acepção de elétrons, de modo a estabilizar os radicais livres . 
Além dos antioxidantes enzimáticos, há uma série de moléculas não-enzimáticas que cumprem a função de neutralização de radicais livres, como a vitamina C, a vitamina E, carotenóides, o ácido úrico, entre outras . Estas moléculas, ao doarem ou receberem elétrons de uma molécula instável, são prontamente recuperadas através da ação de enzimas, como por exemplo a redutase dependente de NADH ou NADPH .
É fundamental compreender que as enzimas relacionadas ao metabolismo antioxidante exigem uma alta produção de NADPH, gerado pela via das pentoses, uma vez que gastam energia para operar . Deste modo, há uma relação muito forte entre o metabolismo antioxidante e o sistema glicolítico . Deficiências em enzimas da via das pentoses e processos secundários relacionados resultam em maior probabilidade de formação de EROs e ERNs, culminando em maior dano à célula e ao organismo .

## Quadros clínicos

### Hiperóxia
Hiperóxia é o nome dado ao excesso de oxigênio nos tecidos do corpo. Esse efeito é comumente observado em pacientes que utilizam respiração com oxigênio suplementar. O uso de oxigênio suplementar pode resultar em efeitos físicos, fisiológicos e bioquímicos/celulares. Os efeitos bioquímicos e celulares estão associados à toxicidade do oxigênio molecular, o qual pode resultar em danos e morte celular com efeitos mais óbvios observados no sistema nervoso central, pulmões e olhos . 
A base bioquímica para o fenômeno de hiperóxia é a formação de radicais livres, que possuem um ou mais pares de elétrons despareados, tornando-os extremamente instáveis. As variedades de oxigênio reativas mais biologicamente significantes são a hidroxila e o peroxinitrito. O peroxinitrito interage com lipídios, DNA e proteínas via reações de oxidação. Tais reações desencadeiam respostas celulares que oscilam de modulações sutis de sinalização celular a um dano oxidativo avassalador, resultando em necrose ou apoptose. Ainda há muito a ser compreendido sobre os mecanismos moleculares associados à hipóxia e hiperóxia .

### Músculo esquelético
A sinalização redox desempenha uma função importante para o músculo. Ela está associada ao desenvolvimento neuromuscular, fluxo sanguíneo para atividade física imediata e remodelação e adaptação a longo termo. Foi demonstrado que o controle redox está associado a regeneração muscular esquelética, atuando nas células tronco musculares . 
Porém, dependendo do tecido o aumento de ERO é detrimental a função muscular e pode levar a fragilidade muscular. Uma redução geral em massa muscular e função é associada ao processo de envelhecimento, o qual é uma manifestação fenotípica do estresse oxidativo.  Estudos recentes também apontam que uma disrupção no balanço redox e um prejuízo na sinalização redox de neurônios motores está implicado na perda muscular . 

### Diabetes
Os oxidantes desempenham um importante papel na sinalização de insulina, tanto que a diabetes tipo 2 é considerada uma “doença redox”. Uma quantidade insuficiente de oxidantes compromete a sensibilidade à insulina no músculo e no fígado, podendo induzir apoptose em células pancreáticas, diminuindo a secreção de insulina. Ademais, vários alvos e reguladores de receptores de insulina são sensíveis a redox. Além disso, um aumento na produção de ERO potencialmente promove resistência à insulina .

### Câncer
A geração de oxidantes está fortemente associada a iniciação, progressão e efeitos espectadores no microambiente tumoral e a biologia de metástase. As células cancerígenas aumentam a produção de espécies reativas de oxigênio, os quais atuam controlando vários processos de sinalização e fatores de transcrição, auxiliando a aumentar a proliferação celular, programar o metabolismo da célula cancerígena e auxiliar na adaptação nutricional e hipóxica ao estresse. Alguns tumores aumentam sua atividade dependendo do balanço entre oxidantes e antioxidantes, sugerindo que essa proporção estaria associada a malignidade . 
Tendo em vista a dependência da célula do câncer as espécies reativas de oxigênio, tratamentos que envolvem suplementação com antioxidantes vem sendo investigados.  Porém os resultados obtidos até o momento são inconsistentes .